# Bernhard ten Brink
Bernhard Egidius Konrad ten Brink (12. januar 1841 – 29. januar 1892) var en tysk litterærhistoriker og sprogforsker.
Skønt født i Amsterdam virkede ten Brink hele sit liv i Tyskland, studerede i Bonn, var siden universitetslærer, først i Münster, derpå i Marburg og sidst i Strassburg, hvor han var ordentlig professor i engelsk filologi fra 1873 til sin død. Med undtagelse af et par mindre arbejder, især Dauer und Klang; ein Beitrag zur Geschichte der Vokalquantität im Altfranzösischen (1879), drejede hans litterære produktion sig udelukkende om engelsk filologi, og især Chaucerforskningen skylder ham meget.
I skriftet Chaucer, Studien zur Geschichte seiner Entwickelung und zur Chronologie seiner Schriften (1870) opklarede han en del punkter i digterens udviklingsgang og forhold til sine kilder; 1884 udkom det fortræffelige skriftet Chaucer's Sprache und Verskunst. I Beowulf-Untersuchungen (1888) gik han med stor dristighed videre på den af Müllenhoff banede vej at udskille forskellige forfattere og interpolatorer i det gamle digt.
ten Brinks livs hovedværk er dog hans Geschichte der englischen Litteratur (I, 1877; II, 1889), der bringer fremstillingen ned til midten af 16. århundrede; dette værk udmærker sig ved nøjagtighed i enkeltheder og åndfuld kombinations- og fremstillingsevne. Også de senere perioder af engelsk litteratur, især Shakespeare, beskæftigede ten Brink sig med; men han nåede ikke at få noget offentliggjort derom; efter hans død blev dog en mindre række populære forelæsninger udgivne under titlen Shakespeare, fünf Vorlesungen aus dem Nachlass von Bernhard ten Brink (1893).